# Niddy Impekoven
Niddy Impekoven (Berlino, 2 novembre 1904 – Bad Ragaz, 20 novembre 2002) è stata una ballerina e attrice tedesca.

## Biografia
Luise Antonie Crescentia Impekoven, chiamata fin da bambina "Niddy", nacque a Berlino il 2 novembre 1904, figlia dell'attore, drammaturgo e regista Anton Josef Lorenz, detto Toni Impekoven (1881-1947) e di Frieda Kobler. Il padre fino al 1908 fu direttore di scena al Lustspielhaus di Berlino; la sorella del padre era Sabine Impekoven, attrice tedesca del cinema muto.
Niddy Impekoven visse con la famiglia nel quartiere di Kreuzberg, sopra l'Apollo Theater; l'ambiente del teatro connotò la sua infanzia. All'età di cinque anni iniziò a prendere lezioni di danza dall'ex ballerina solista della Royal Opera House di Berlino, Margarete Altmann, e nel 1910, all'età di sei anni, fece la sua prima esibizione a un evento di beneficenza nella Blüthner Hall di Berlino, e venne acclamata come bimba prodigio.

### Formazione
Nel 1914 si trasferì con la famiglia a Francoforte, dove il padre aveva trovato lavoro alla Schauspielhaus come attore, dal 1929 come regista. Dal 1914 al 1917 Niddy prese lezioni dal ballerino solista e poi maestro di ballo dell'opera, Heinrich Kröller, che cercò di combinare la tradizione classica con le tendenze moderne.
L'8 dicembre 1915, undicenne, fece il suo debutto nella parte di Anneliese nella prima della fiaba natalizia Peterchens Mondfahrt al Teatro dell'opera, e anche nei due anni successivi prese parte agli spettacoli natalizi lì organizzati.
Nel 1918, su volere del padre, approfondì la sua formazione frequentando per sei mesi la scuola di danza libera di Loheland, che l'avrebbe indirizzata a diventare un'artista espressiva. In questo periodo soffrì di disturbi anoressici, di "oppressione mentale" e "crampi emotivi" e cominciò ad esprimere la sua insoddisfazione per il balletto classico: "Studiare danza classica non mi soddisfaceva più. Mi stava limitando, desideravo essere in grado di ballare come un bambino piccolo, secondo i miei sentimenti e impulsi".

### Il debutto come solista

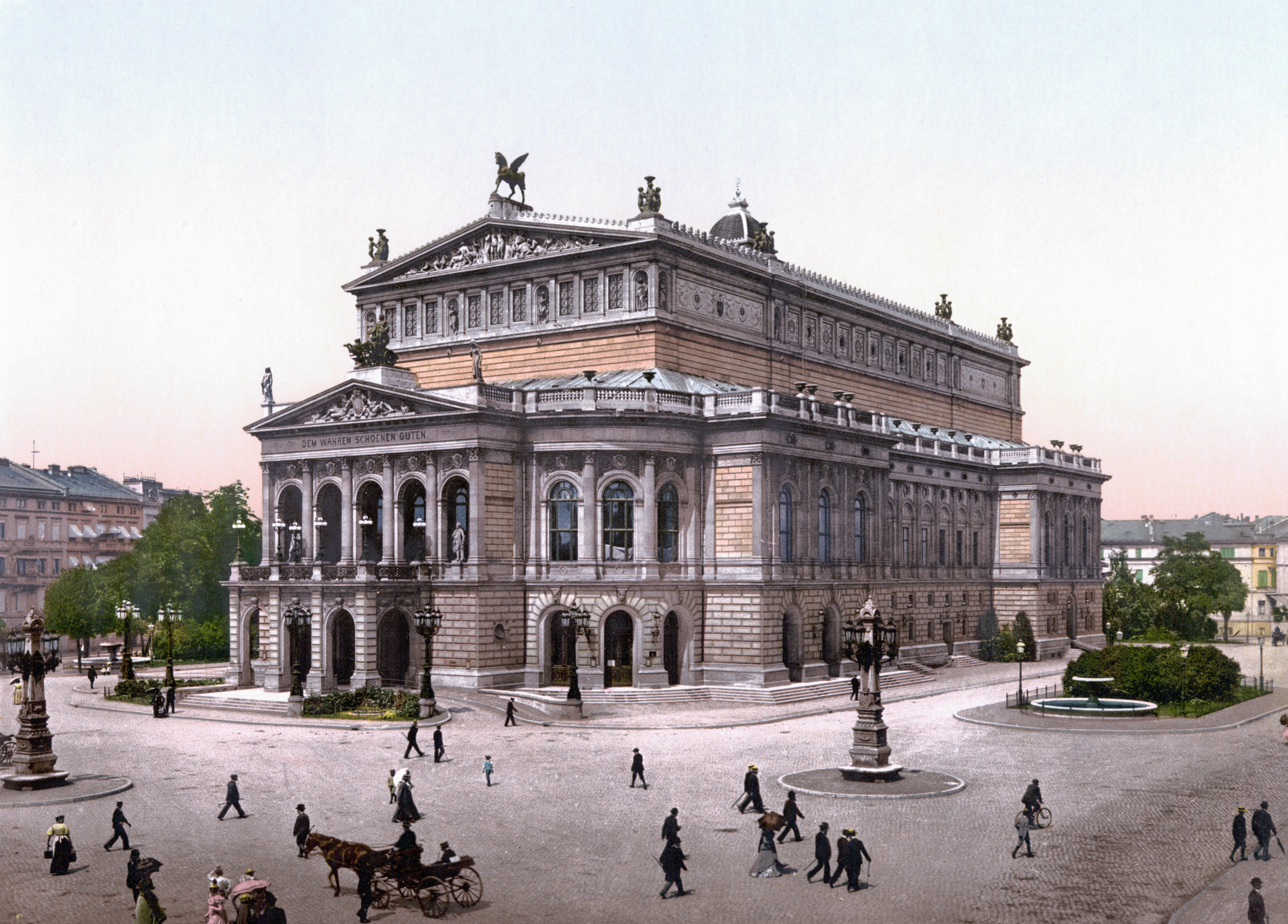
Teatro dell'Opera di Francoforte, circa 1900

Nel dicembre 1918 tenne il suo primo spettacolo da solista all'Opernhaus di Francoforte, ottenendo un grande successo. Il programma che aveva sviluppato insieme al suo maestro Heinrich Kröller comprendeva il balletto che l'avrebbe resa celebre e a cui sarebbe stata per sempre legata la sua immagine di danzatrice: Der fanged Vogel (L'uccello prigioniero) con la musica di Bruno Hartl.
Su uno sfondo vuoto, con una cuffia aderente che le copriva i capelli e un costume di panno translucido su cui erano state cucite delle ali con piume di diversi colori (realizzato dalla madre della ballerina), gambe scoperte e piedi nudi, riferimento all'idea contemporanea di "danza libera", Impekoven impersonava un uccello in gabbia in lotta per liberarsi, concentrando sull'espressività e sulla fragilità del corpo l'intensità emotiva della sua danza. Nel suo libro di memorie ricorderà che nel suo corpo irruppe qualcosa di "completamente nuovo e sconosciuto che non aveva nulla a che fare con la mia volontà o intenzione.[...] Qualcosa mi ballava!"

L'uccello come simbolo era presente in molte opere moderniste; agli inizi del Novecento nel mondo della danza il più famoso era quello rappresentato ne La morte del cigno, l'assolo di Anna Pavlova, la ballerina russa che Niddy Impevoken elesse a modello.

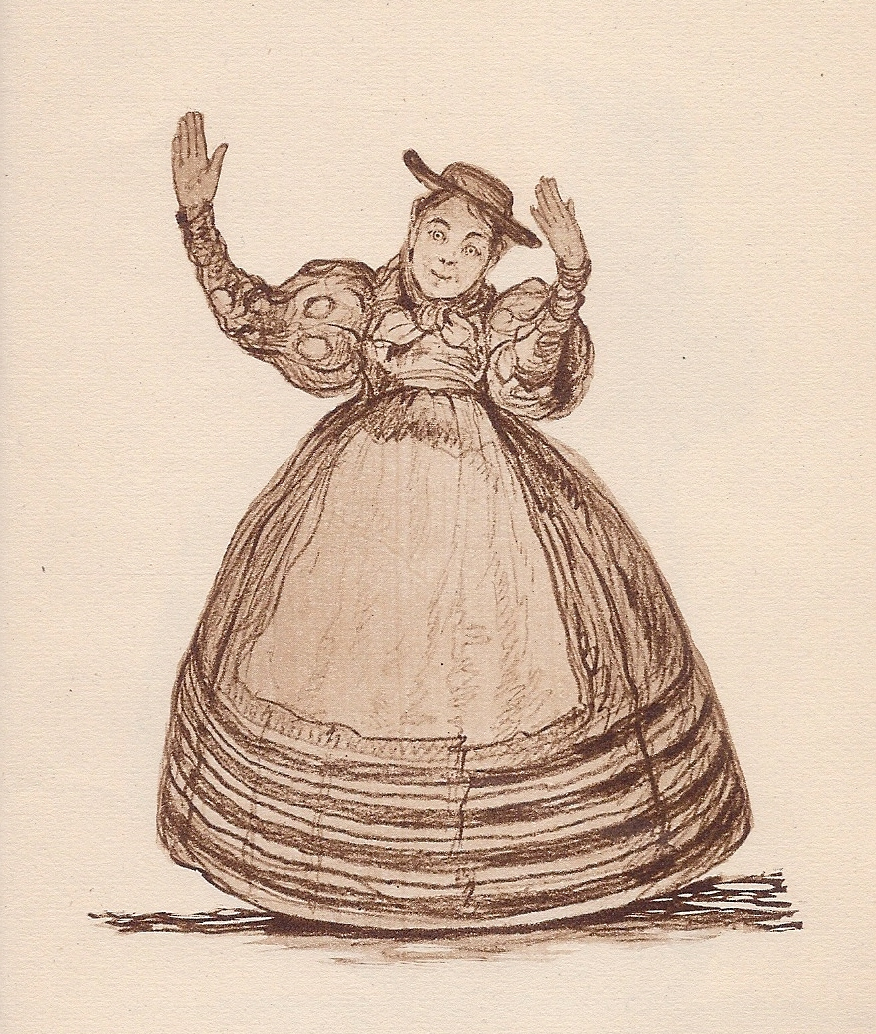
Niddy Impekoven mentre balla Münchner Kaffeewärmer. Disegno dello zio Leo Impekoven, 1919 circa

Nel suo debutto in Der fanged Vogel, il suo fascino infantile e la sua espressività conquistarono il pubblico; il suo spettacolo venne riproposto l'anno successivo alla Lindenoper di Berlino, e in seguito in diversi teatri europei.
Fra gli altri balletti ideati in questo periodo, che la resero famosa in tutta la Germania, vi erano Das Leben einer Blume (La vita di un fiore, musica di Johann Bierbach), in cui indossava solo un vestito semplice, descrivendo la nascita, la vita e morte di un fiore principalmente con le braccia, le mani e il viso; Münchner Kaffeewärmer (musica di Carl Englert) una grottesca e divertente danza estampie, detta del calpestio e definita una "pantomima di danza";  la serie Puppentänzen (Danza dei burattini) ispirata alle bambole di Lotte Pritzel, Erna Pinner e Käthe Kruse. In quest'ultimo balletto, accompagnato da musiche di diversi compositori, presentava quattro personaggi "bambola" con costumi che caratterizzavano l'artista che li aveva creati, come ad esempio un vestito ornamentale da clown per la bambola Pinner e una tunica orientale e pantaloni velati per la bambola Pritzel.
I balletti di Impekoven incarnavano diversi concetti stilistici dell'epoca (Art Nouveau, Espressionismo, Dada), e si basavano su varie tecniche, "dal balletto classico alla composizione di danza euritmica libera e pantomima", rappresentando le tendenze artistiche che in Germania diedero origine alla danza interpretativa.
Klaus Mann, che nel 1919 assistette a diversi spettacoli di danza, disse di lei: “Edith von Schrenk nella sua gotica rigida violenza mi afferra, mentre Impekoven mi delizia”.

### Danza e musica
(Niddy Impekoven, Werdegang, p. 31)

Nel 1923 la ballerina sposò il chirurgo Hans Killian, da cui avrebbe divorziato nel 1929. Il marito, amante della musica classica, la spinse a creare balletti sulle musiche di Bach. In seguito l'artista si sarebbe orientata su Schumann, Bela Bartok e Darius Milhaud e sulle opere di quest'ultimo, nel 1924, avrebbe realizzato i balletti Dernier cri e Midinette, sviluppando uno stile di danza narrativo e performativo.

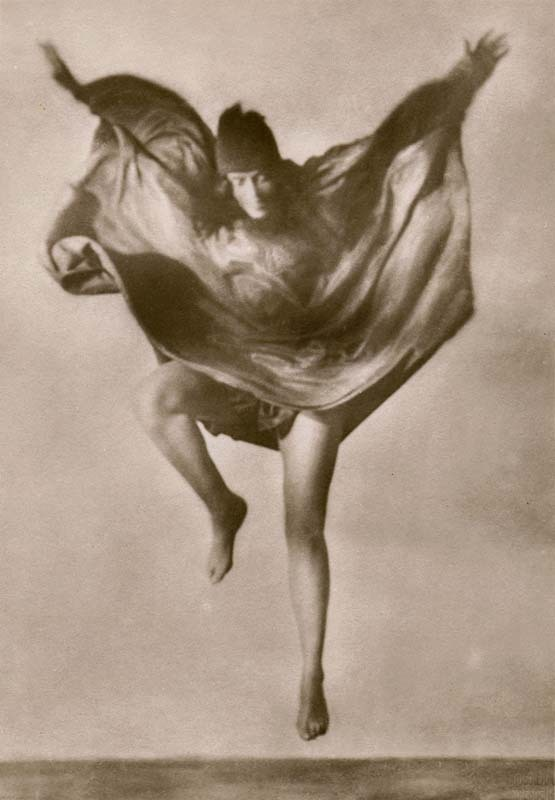
La ballerina e coreografa tedesca Mary Wigman (1886-1973), pioniera della danza moderna, in un ritratto del 1926

Secondo il suo biografo Hans Frentz, sulle musiche di Bach, in un ciclo di danze intitolate Credo, Gloria, Jubilat, Impekoven, diversamente dai temi spensierati e giocosi, come fiori, bambole, uccelli, sperimentati in precedenza, avrebbe messo in scena coreografie ispirate alla fede cristiana: le sue danze "trasudano gioia celeste in forma secolare".
Lo spirito religioso delle sue danze venne messo in luce sia da uno dei critici del tempo, Arthur Michel, nella sua recensione sul ciclo di danze dedicate a Bach pubblicato nell'ottobre del 1922 sul Vossische Zeitung, sia da quanto affermato dalla stessa ballerina in un'intervista al Journal Das Magazin nel 1925: “I recital di danza sono una forma di adorazione [...] Penso che siano qualcosa come una preghiera».
La studiosa di storia della danza Lucia Ruprecht, esaminando le foto d'archivio scattate nel 1923 presso lo studio di Vienna di Madame d'Ora, nelle quali Impekoven era libera di assumere le pose che più potevano esprimere la sua espressività artistica, conferma la prevalenza di posture e gestualità che rievocano il "corpo liturgico": palmi delle mani uniti e rivolti verso l'alto in segno di preghiera, inclinazione del corpo in "atteggiamento di devota sottomissione al divino", contrapposto alla posa modernista del cambrure, ossia dell'inarcamento del corpo.
Tra il 1923 e il 1925 Niddy Impekoven recitò in tre film come ballerina: Die Pritzelpuppe (1923), il più importante, nel quale si esibì in un ballo ispirato alle bambole di Lotte Pritzel; Armes kleines Mädchen (Povera piccola ragazza, 1924), basato sulla fiaba di Hans Christian Andersen La piccola fiammiferaia; Forza e bellezza (Wege zu Kraft und Schonheit, 1925) di Nicholas Kaufmann, nel quale, indossando un costume da clown a pois con calze e guanti neri, venne ripresa mentre, addormentata su una poltrona, sobbalzava nel sogno muovendosi a scatti, come una marionetta; danzando ad una velocità sempre maggiore, maniacalmente, finiva con il crollare, priva di sensi.
Il regista e critico cinematografico Anton Giulio Bragaglia nel 1925 e 1926 dedicò a Impekoven due articoli comparsi nella rivista Comoedia, in cui sostenne: "Forse Niddy Impekoven è la creatrice di un genere della danza moderna. Essa ha varietà di idee, ha trovate spiritose. Per questa attrice, nel mondo delle cose, ogni oggetto parla, vive, ha un senso del ridicolo e del tragico."

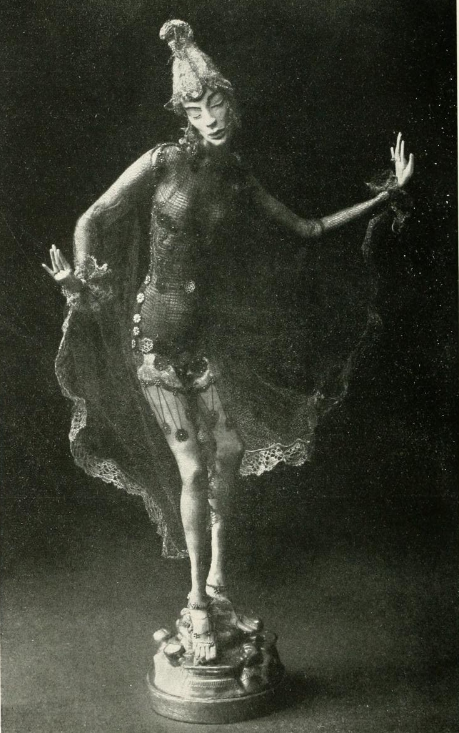
Bambola di Lotte Pritzel, Tänzer, ca. 1919

Nel 1928 si recò per tre mesi in tournée come solista in diverse città del mondo: Port Said, Bombay, Bangkok, Singapore, Jakarta, Shanghai, Tokyo, Honolulu, San Francisco, New York, con un programma molto vario, che venne accolto con successo. In Europa, a contatto con la musica antica francese, creò la coreografia Poet and Fool.
Nel 1930 portò le sue danze a Giava e a Ceylon; l'assenza nelle sue opere successive di tracce della cultura di questi paesi asiatici l'avrebbe condotta, in risposta agli ammiratori che si aspettavano delle novità dopo questo viaggio, a dichiarare di non voler improvvisare conoscenze, non possedute, di culture lontane, e che la cultura europea restava la fonte principale delle sue creazioni.
Nel 1931 il critico e scrittore tedesco Fred Hildenbrandt, che le aveva dedicato il libro Briefe an eine Tänzerin, annoverò Niddy Impekoven fra le tre più grandi ballerine viventi, insieme a Mary Wigman e Valeska Gert. Il pubblico associava la sua danza a fragilità e ingenuità infantile, a un'innocenza femminile innocua e non minacciosa. Il suo biografo Hans Frentz così avrebbe commentato la sua espressività: "Balla ciò che tutti abbiamo perso".
Nel 1933-1934 Impekoven presentò il suo ultimo programma che conteneva il ciclo di danze Drei Engel ai preludi di Bach, e Das Fest, un ciclo di danze popolari e di corte tedesche del XVI secolo, che il nuovo regime nazista avrebbe favorevolmente accolto. Nel 1933 fece la sua ultima apparizione pubblica, e successivamente si ritirò a vivere in Svizzera, a Basilea, dove risiedevano la madre e i nonni.
Nel 1955 pubblicò Die Geschichte eines Wunderkindes (Memorie di una bambina prodigio), iniziato negli anni '20, in cui raccontava la sua esperienza con la danza fino ai quattordici anni.
Nel dicembre 1963 tornò a Francoforte come ospite d'onore alla prima di apertura dello spettacolo Peterchens Mondfahrt che inaugurava il nuovo complesso teatrale.
Morì a Bad Ragaz, in Svizzera, il 20 novembre 2002. Le sue opere sono conservate nell'archivio tedesco della danza a Colonia.

## Opere
- (DE) Niddy Impekoven, Wedergang, Dresden, A. Huhle, 1922, OCLC 8712607.
- (DE) Niddy Impekoven, Die Geschichte eines Wunderkindes, Zürich, Rotapfel, 1955, OCLC 879014328.

## Filmografia
- 1923. Die Pritzelpuppe[35]
- 1924. Armes kleines Mädchen (Povera piccola ragazza), con Fritz Kortner, basato sulla fiaba di Hans Christian Andersen La piccola fiammiferaia).[36]
- 1924/25. Forza e bellezza (Wege zu Kraft und Schönheit), diretto da Nicholas Kaufmann e Wilhelm Prager[37]

## Rappresentazioni nell'arte
Nel 1922, una statuetta in ceramica art Déco raffigurante Niddy Impekoven mentre balla Gefangenen Vogels venne prodotta dalla manifattura viennese Friedrich Goldscheider. Distribuita in tutto il mondo, è ancora molto apprezzata dai collezionisti di ceramiche Art Déco.
In uno dei fotomontaggi più famosi di Hannah Höch, Taglio con il coltello da cucina Dada (Schnitt mit dem Küchenmesser Dada, 1919-1920), fra le immagini femminili che celebrano le donne famose del tempo, vi è quella di Niddy Impekoven.
La litografia di Niddy Impekoven realizzata dallo scultore austriaco di origini ebraiche Georg Ehrlich è stata confiscata dalla Galleria municipale di Norimberga e distrutta nel 1937 in quanto compresa fra le opere definite dai nazisti arte degenerata.
L'artista, scrittore e produttore teatrale giapponese Tomoyoshi Murayama, attivo durante il periodo Shōwa, al suo rientro a Tokyo da Berlino nel 1923, dedicò la sua prima mostra costruttivista "a Niddy Impevoken e alla grazia invadente".